# Василь Митрофанович
Василь Митрофанович (нім. Mitrofanovici Vasile, рум. Mitrofanovici Vasile, 1 квітня 1831, с. Буденець — 21 серпня 1888, м. Маріанські Лазні) — теолог, педагог, політик, православний священник; посол Райхсрату (1880—1885 рр.) від Руської Ради, ректор Чернівецького університету.

## Життєпис
Народився в 1831 році в родині православного священника Юрія Митрофановича в селі Буденець Герцогства Буковини, нині — Сторожинецький район Чернівецької області України).
Навчався в 1842—1850 рр. у Чернівецькій гімназії, в 1850—1854 рр. у чернівецькій семінарії, в 1854—1856 рр. навчався у Віденському університеті — вивчав практичну теологію.
Після висвячення його в сан пресвітера в 1856 р. викладав практичну теологію в православній теологічній установі у Чернівцях (1856–1859).
У 1861 році отримав звання екстраординарного професора теології, а в 1875 році призначений викладачем теологічного факультету, щойно відкритого, Чернівецького університету імені Франца Йосифа, де був викладачем моральної теології до часу свої смерті (1888).
У 1875–1876 та 1882–1883 навчальних роках — декан теологічного факультету.
В 1878–1879 навчальних роках — ректор Чернівецького університету імені Франца Йосифа.
В 1879 році удостоєний за свої звання почесного доктора теології, а в 1880 році — звання церковного ставропігійного священника.
Тривалий час В. Митрофанович займав посаду крайового радника, засідав у Чернівецькій муніципальній раді (1886—1888), був депутатом Буковинського сейму (1887—1888) й австро-угорського рейхстагу (30.11.1880-23.04.1885) з Цислейтанії (правоцентристський, консервативний і федералістський блок), займався науковою роботою.
1885 році він брав участь в урочистостях, організованих румунською студентською асоціацією в Чернівцях, де казав румунською мовою на честь великих і малих австрійських народів на Буковині, що засвідчило його толерантність у національному питанні.
Помер у 1888 році в м. Маріанські Лазні Богемського королівства (Чехія).

## Науково-дослідницька діяльність
Науково-дослідницька робота В. Митрофановича представлена опублікованою румунською мовою книгою «Гомілетика» (1875); науковими промовами у журналі «Foais Sotictatii».
В. Митрофанович друкував також релігійно-церковний літературний журнал «Кандела».